# Зниклі моряки (фільм)
«Загублені моряки» ( фр. "Les marins perdus") — драма французького кінорежисера Клера Девера. Оригінальна назва фільму перекладається з французької як «Загублені моряки». Стрічка завоювала одну нагороду.

## Сюжет
Судно "Альдебаран", простоює біля набережної в Марселі вже багато місяців. Капітан Абдул Азіз (Мікі Манойлович) повідомляє, що змушений розпустити екіпаж, який складається в основному з іноземців, багато з яких навіть не мають документів. Тільки його помічник - старий морський вовк - грек Діамантіс (Бернар Жиродо), залишається з ним на борту.
Але перш ніж направлятися в свою рідну Туреччину, Недім (Серхіо Періс-Менчета), один з членів їх екіпажу, вирішує розважитися на останок з дівчиною легкої поведінки. У результаті, він знову повертається на судно, але вже без свого паспорта, сумки і без грошей. Азіз не схвалює його вчинок, але Діамантіс відчуває до Недіма більше співчуття. На цьому їх неприємності тільки починаються ...

## В ролях
- Бернар Жиродо (Bernard Giraudeau)
- Мікі Манойлович (Miki Manojlovic)
- Серхіо Періс-Менчета (Sergio Peris-Mencheta)
- Марі Трентіньян (Marie Trintignant)
- Одрі Тоту (Audrey Tautou)
- Ножа Куадра (Nozha Khouadra)

## Нагороди,номінації
Одна нагорода та одна номінація

## Цікаві факти
1. Щоб зробити вантажне судно «Альдебаран» одним з повноправних учасників фільму, Клер Девер і художник Карлос Конті вирішили відмовитися від зйомок у спеціально збудованих декораціях і знайшли дане вантажне судно, на якому і зняли весь фільм.
2. Автор однойменного роману Жан-Клод Іззо, на жаль, так і не побачив своїх героїв на екрані - він помер в 2000 році.
3. Зйомки фільму проходили у Марселі
4. Марі Трентіньян також зіграла одну з головних ролей у попередній екранізації Іззо - «Повний Хеопс» (2002). А з Девер Марі вперше зустрілася на зйомках в 1988 році - вона зіграла в тій серії, яку Девер зняла для серіалу «Холодний піт».
5. Зловісний присмак фільму надає подальша доля Марі Трентіньян, що зіграла в цьому фільме дівчину Діамантіса: через два роки вона страшно і безглуздо загине у Вільнюсі від руки коханця-музиканта.